# تقييم احتمالي
التقييم الاحتمالي (بالإنجليزية: Contingent valuation)، هو تقنية اقتصادية قائمة على الاستقصاء لتقييم الموارد غير السوقية، مثل الحفاظ على البيئة أو تأثير التلوث. في حين أن هذه الموارد تعطي الناس فائدة، إلا أن جوانب معينة منها ليس لها سعر سوق حيث لا يتم بيعها مباشرة - على سبيل المثال، يستفيد الناس من منظر جميل للجبال، ولكن سيكون من الصعب تقييمه باستخدام أساليب السعر. تعد مسوحات التقييم الاحتمالي إحدى التقنيات المستخدمة لقياس هذه الجوانب. على النقيض من أساس سعر نموذج التفضيل الظاهر. يعتمد كلا النموذجين على المنفعة. يسأل الاستقصاء عادةً عن مقدار الأموال التي قد يكون الناس على استعداد لدفعها (أو على استعداد لقبولها) للحفاظ على وجود (أو التعويض عن فقدان) ميزة بيئية، مثل التنوع البيولوجي.